# Allium permixtum
Allium permixtum là một loài thực vật có hoa trong họ Amaryllidaceae. Loài này được Guss. mô tả khoa học đầu tiên năm 1827.